# Smoothwater (fleuve)
Le fleuve Smoothwater  (en anglais : Smoothwate River) est un cours d’eau de la région de la  West Coast situé dans l’Île du Sud de la  Nouvelle-Zélande.

## Géographie
Il s’écoule vers le nord pour atteindre la Mer de Tasman  à trois kilomètres à l’ouest de l’extrémité ouest de la  Baie de  Jackson Bay .